# Transport ferroviaire en Argentine
Plan
Le transport ferroviaire en Argentine s'effectue sur un réseau d'une longueur de 36 966 kilomètres en 2010. Il est relié avec la Bolivie, le Chili, le Brésil, le Paraguay (en) et l'Uruguay. Soumis à la concurrence des transports routiers et à la privatisation, utilisé par plusieurs compagnies, fragmenté en cinq réseaux non-connectés, constitué de voies de cinq écartements différents, il est en voie de réduction, de nombreuses lignes ayant été abandonnées. 

## Histoire
C'est en 1855 que sont construites les premières voies, essentiellement pour l'exportation des céréales, du bétail sur pied et des minéraux. Au commencement le développement du réseau a été favorisé par les capitaux argentins, bientôt rejoints par les capitaux britanniques et français qui y ont acquis la prépondérance. L'État a également joué un rôle important dans l'expansion du réseau ferroviaire à travers ce que l’on appelle les chemins de fer de développement, des lignes qui allaient là où elles n'auraient pas été rentables pour les investissements privés. Une grande partie de ce qui allait devenir par la suite le réseau le plus étendu, celui des Ferrocarriles General Belgrano, a été construit de cette manière par la société Ferrocarriles del Estado.

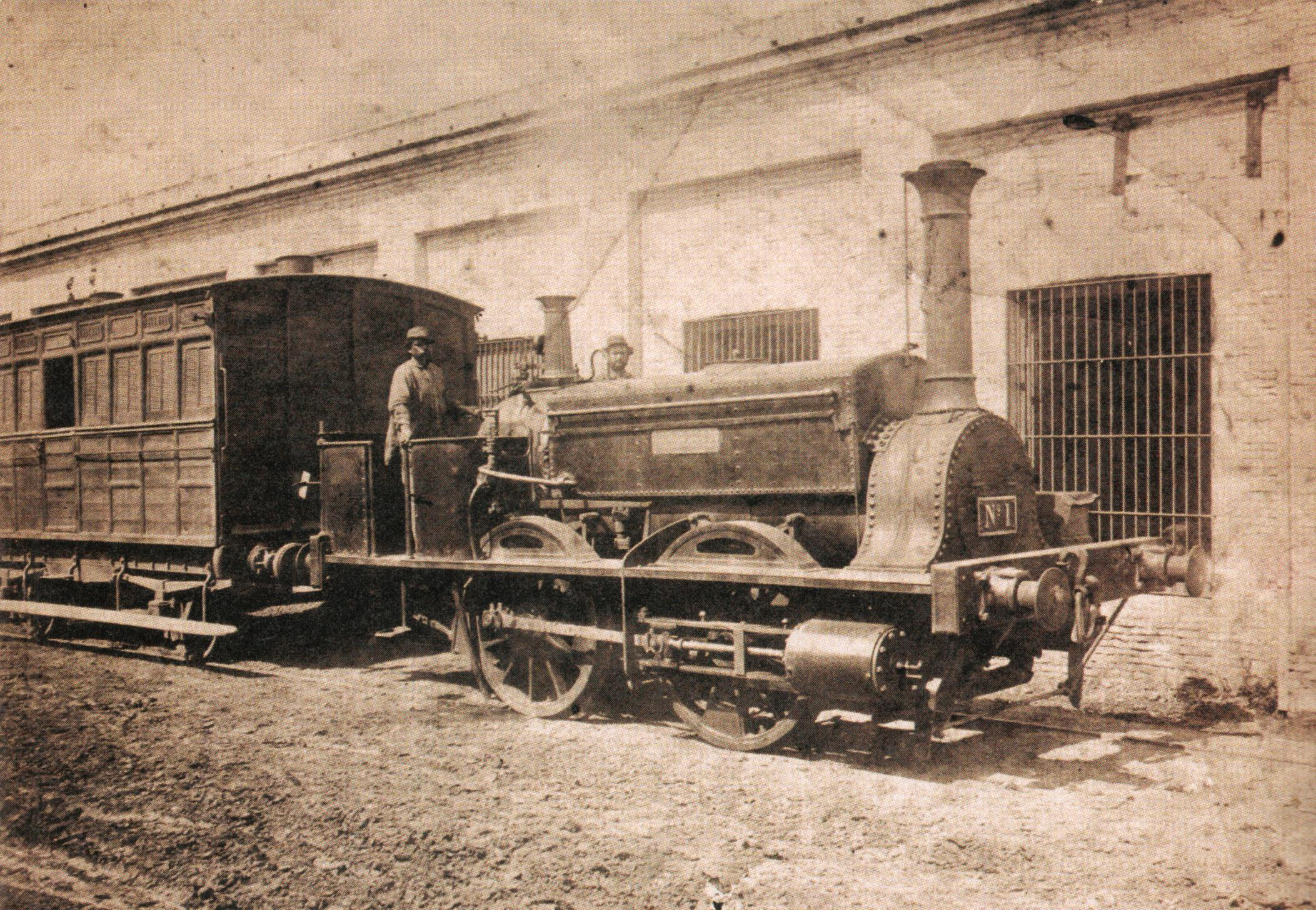
La Porteña, première locomotive du réseau Ouest de Buenos Aires, 1873.

Son expansion est liée dans une large mesure au modèle économique agro-exportateur fondé sur la production agricole et l'élevage dans la région de la Pampa, où se trouve la plus grande densité de voies ferrées. Ce réseau suit un schéma radial où les lignes principales convergent dans la ville portuaire de Buenos Aires ; cinq autres ports exportateurs desservis par de petits réseaux ferrés locaux sont, du nord au sud, Madryn, Rawson, Rivadavia, Deseado et Gallegos. Ces réseaux ont si bien prospéré, qu'ils sont à la dixième place dans le monde en 1914 avec environ 47 000 kilomètres de voies. Vers 1920 avec plus de 90 000 kilomètres en service, l'ensemble des quatre réseaux ferroviaires argentins est alors l'un des plus étendus du monde, le premier d'Amérique latine et le huitième de la planète.

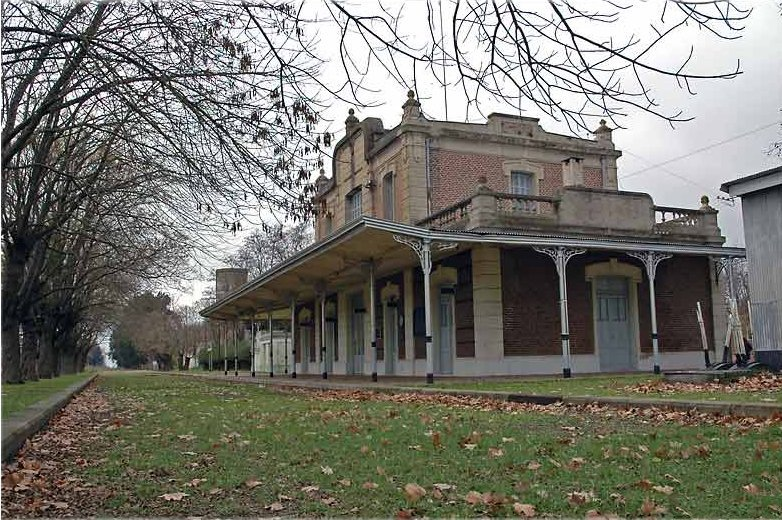
La gare abandonnée de Patricios (réseau Belgrano).

Le régime péroniste nationalise l'ensemble du réseau ferré argentin en 1948, mais dans les décennies suivantes l'extension des voies routières et l'accent mis sur le transport automobile le réduisent peu à peu. De nombreuses voies sont abandonnées, et souvent démontées : les traverses, les rails et les trains eux-mêmes sont vendus pour être recyclés. Durant les années 1980, ce qui reste est re-privatisé.